# Rhorus pilosus
Rhorus pilosus är en stekelart som först beskrevs av Davis 1897.  Rhorus pilosus ingår i släktet Rhorus och familjen brokparasitsteklar. Inga underarter finns listade i Catalogue of Life.